# Saint-Mars-de-Locquenay
Saint-Mars-de-Locquenay ist eine ehemalige französische Gemeinde mit 555 Einwohnern (Stand: 1. Januar 2022) im Département Sarthe in der Region Pays de la Loire. Sie gehörte zum Arrondissement Mamers. Die Einwohner werden Loquenaysiens und Loquenaysiennes genannt.
Der Erlass des Präfekten vom 19. September 2024 legte mit Wirkung zum 1. Januar 2025 die Eingliederung von Saint-Mars-de-Locquenay als Commune déléguée zusammen mit der früheren Gemeinde Volnay zur Commune nouvelle Val-de-la-Hune fest.

## Geographie

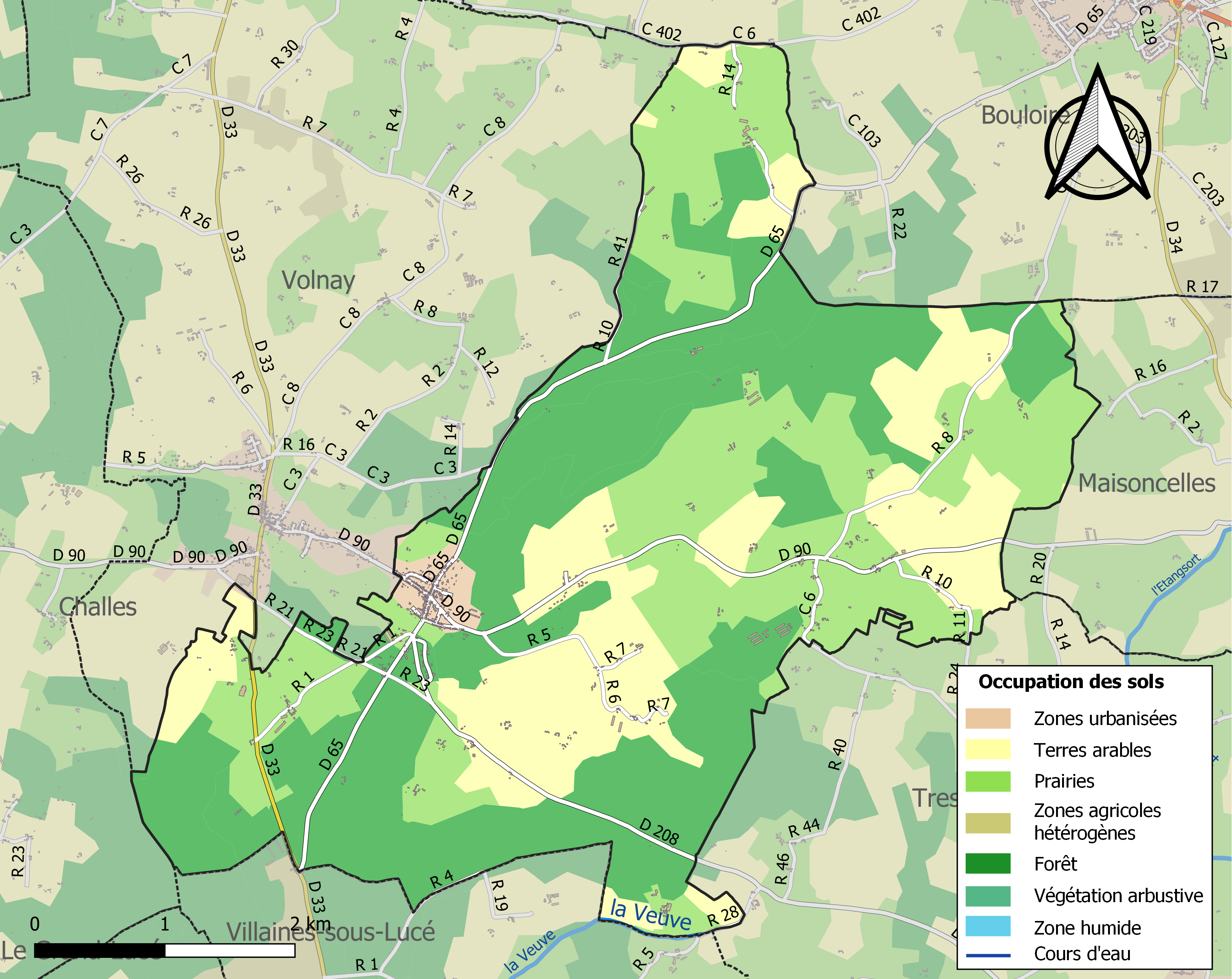
Bodennutzung, Hydrografie und Infrastruktur von Saint-Mars-de-Locquenay (2018)

Saint-Mars-de-Locquenay liegt etwa 23 Kilometer ostsüdöstlich von Le Mans in der Landschaft Maine blanc der historischen Provinz Maine. Das Ortsgebiet wird entwässert vom Flüsschen Hune, das im Osten entspringt, von der Veuve, die an der Grenze zur Nachbargemeinde Villaines-sous-Lucé entspringt, sowie von verschiedenen kleineren Fließgewässern. Das Zentrum befindet sich auf einer Höhe von etwa 110 m. Das Relief des Ortsgebiets ist hügelig mit Einschnitten durch die Flussläufe, wobei im Norden, Osten und Süden Höhen von über 160 m gemessen werden. Die minimale Erhebung von 102 m liegt im Westen beim Austritt des Flüsschens Hune aus dem Ortsgebiet.
Rund 54 % der Fläche von Saint-Mars-de-Locquenay werden landwirtschaftlich genutzt, rund 45 % sind bewaldet, rund 1 % entfällt auf bebaute Flächen (Stand: 2018).
Umgeben wird Saint-Mars-de-Locquenay von der Commune déléguée Volnay im Norden und Westen sowie von den Nachbargemeinden Bouloire im Norden und Nordosten, Maisoncelles im Osten und Nordosten, Tresson im Osten und Südosten, Villaines-sous-Lucé im Süden sowie Challes im Westen und Südwesten.

## Bevölkerungsentwicklung
| Jahr                       | 1962 | 1968 | 1975 | 1982 | 1990 | 1999 | 2006 | 2013 | 2020 |
| -------------------------- | ---- | ---- | ---- | ---- | ---- | ---- | ---- | ---- | ---- |
| Einwohner                  | 565  | 482  | 421  | 431  | 406  | 432  | 514  | 541  | 565  |
| Quellen: Cassini und INSEE |      |      |      |      |      |      |      |      |      |

## Sehenswürdigkeiten
- Kirche Saint-Mars aus dem 16. Jahrhundert
- Orthodoxes Kloster Saint-Silouane
- Schloss Le Chesnaye aus der zweiten Hälfte des 17. Jahrhunderts, seit 1997 als Monument historique eingeschrieben

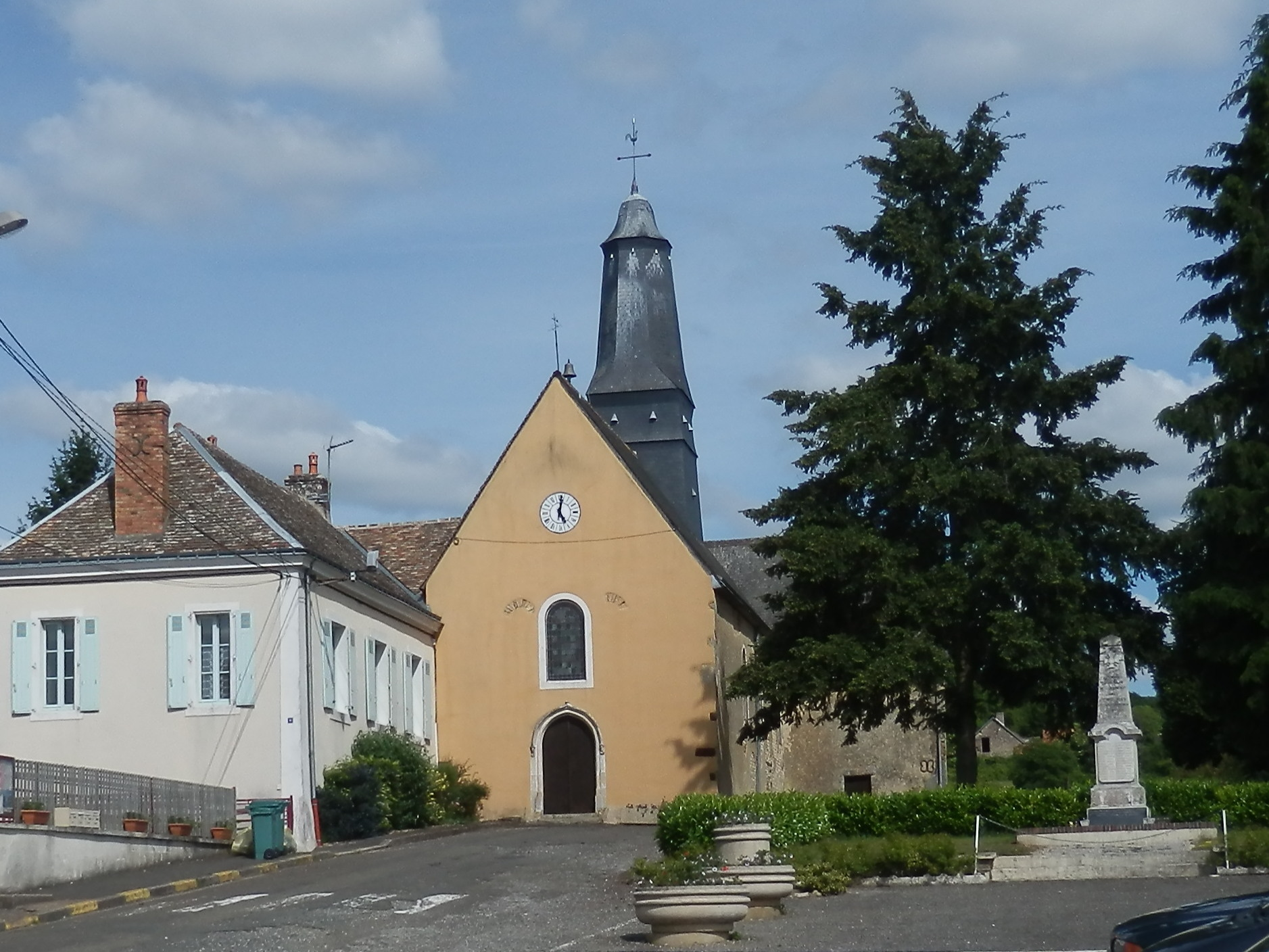
Kirche Saint-Mars
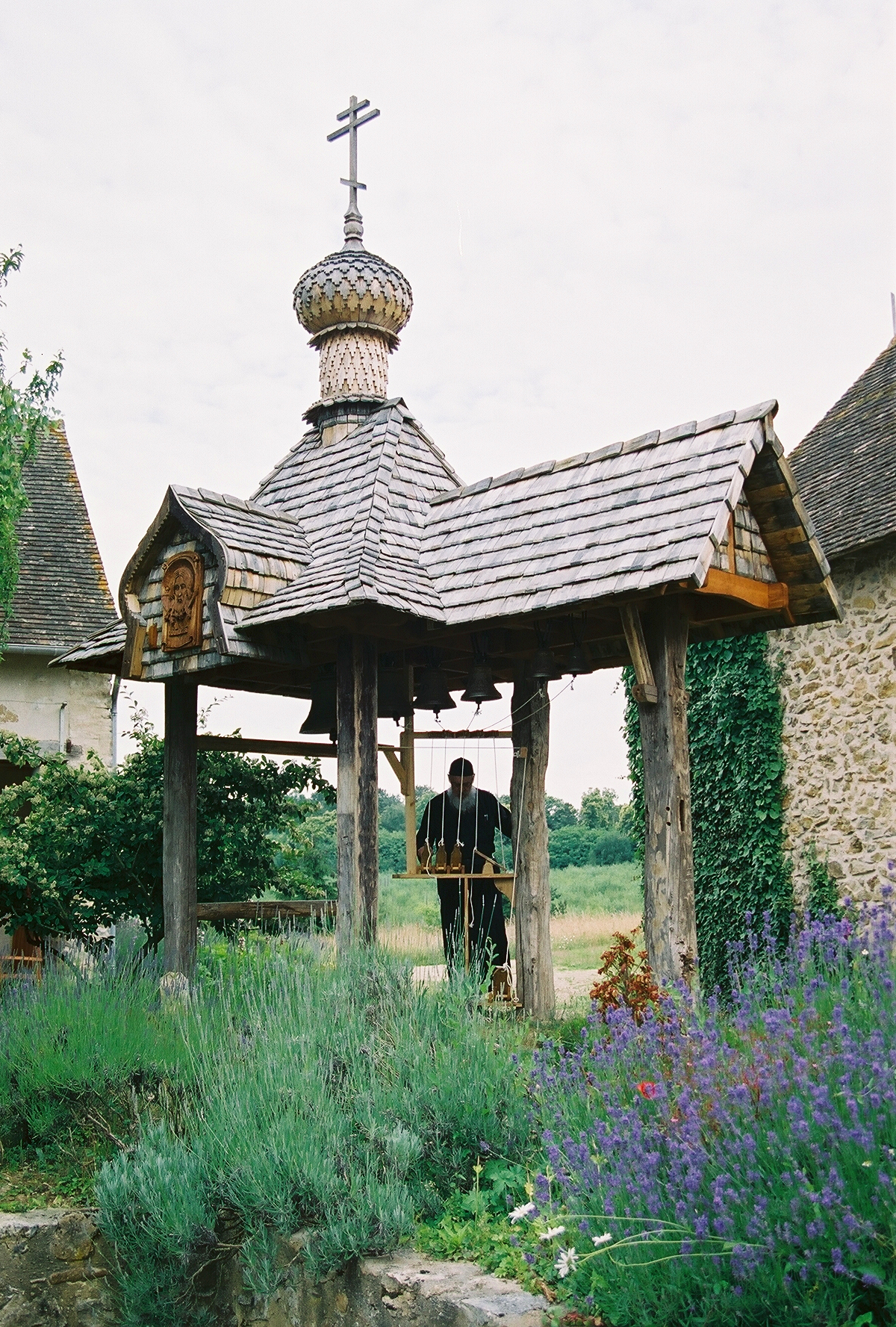
Kloster Saint-Silouane
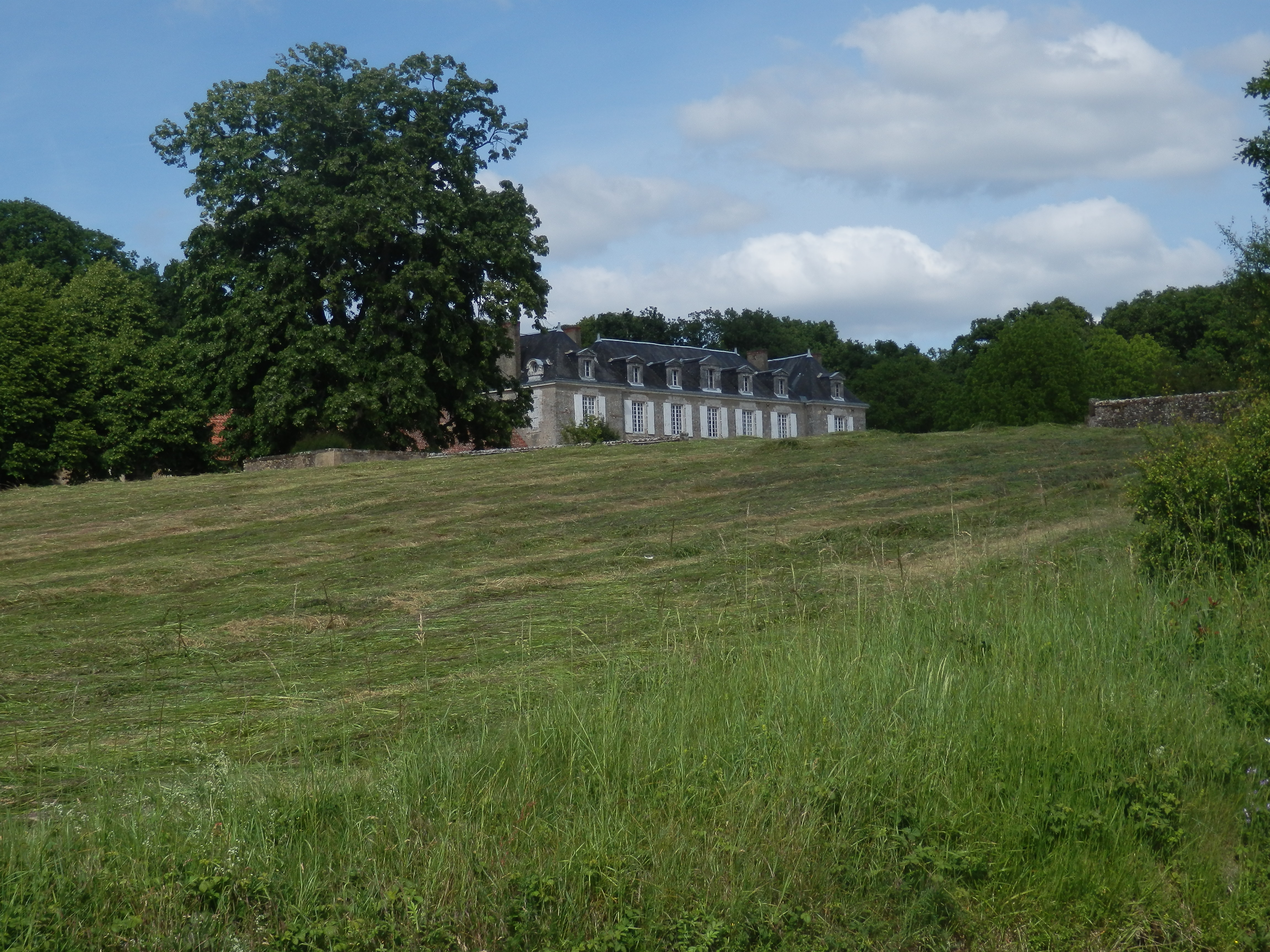
Schloss La Chesnaye